# کریم‌آباد (جوین)
کریم‌آباد، روستایی است از توابع بخش عطاملک و در شهرستان جوین استان خراسان رضوی ایران.

## جمعیت
این روستا در دهستان زرین قرار داشته و بر اساس سرشماری سال ۱۳۸۵ جمعیت آن ۶۲۹ نفر (۱۶۷ خانوار)
بوده است.